# Gunnar Sjöstedt (statsvetare)
Lars Gunnar Sjöstedt, född 23 maj 1942 i Maria Magdalena församling i Stockholm, död 26 mars 2022 i Engelbrekts distrikt i Stockholm, var en svensk statsvetare.

## Biografi
Sjöstedt avlade filosofie kandidatexamen 1964 och filosofie licentiatexamen 1969 samt därefter civilekonom-examen vid Handelshögskolan i Stockholm och var special graduate student vid Massachusetts Institute of Technology 1971. Han disputerade vid Stockholms universitet 1973 på avhandlingen OECD-samarbetet. Funktioner och effekter och avlade därmed filosofie doktorsexamen. Han blev docent 1976.
Sedan 1973 var Sjöstedt verksam vid Utrikespolitiska Institutet: som forskare, seniorforskare, forskningschef och associerad forskare. Hans forskning handlade om europeisk integration, utrikespolitiskt beslutfattande, dynamiken i internationella regimer, ekonomisk säkerhet, psykologisk krigföring, systemanalys och internationella förhandlingar, kopplingen mellan frihandel och fred samt företags roll i fredsprocesser. Från 1988 var han under 20 år medlem av Program on International Negotiation (PIN) vid International Institute for Applied Systems Analysis. I den egenskapen var han redaktör eller medredaktör till ett antal internationellt publicerade böcker rörande olika aspekter av multilaterala förhandlingar. Sjöstedt hade vidare konsultuppdrag åt departement och myndigheter som arbetar med utrikespolitik och nationell säkerhet.
Gunnar Sjöstedt invaldes 1999 som ledamot av Kungliga Krigsvetenskapsakademien.